# Стефан Солаков
Стефан Георгиев Солаков е български журналист – телевизионен водещ, кореспондент. Издигнат е за кандидат за президент от партия Национален фронт за спасение на България на 31 юли 2011 г.

## Биография
След завършване на средно образование следва висше по специалност „Ориенталистика“ (източни езици и литература). Като ученик и студент е активен спортист – баскетболист.
Членува в БКП. От 1967 до 1989 г. е щатен служител на Първо главно управление на „Държавна сигурност“, а след това е платен нещатен служител с псевдоним Сидер.

### В журналистиката
В продължение на 7 г. е кореспондент в Турция на БТА, БНР и БНТ в Анкара и Истанбул.
Известно време е в ръководния екип на информационна агенция „София прес“ като главен редактор на „Балкански страни“. Редактор е за 6 мес. в католическото списание „Мисси“ в Лион, Франция.
Водещ е на предаванията „Телевизионен форум“ и „Фронтално“ по Национална телевизия „Скат“ до февруари 2020 г.
Има издадени няколко книги, сред които „Вълците на терора“ и „Реална заплаха“. Публикувал е над 200 статии, анализи, интервюта в авторитетни световни медии като „Ройтерс“, „Франс прес“, АПН, „Ню Йорк Таймс“, „Монд“, „Гардиън“, Анадолската агенция, десетки турски и арабски медии.

### В политиката
Кандидат-президент е от партия „Национален фронт за спасение на България“ на изборите през 2011 г. Изказва се за полупрезидентска република – президентът да има допълнително правомощия да разпуска правителството и парламента при определени обстоятелства на криза и да обявява парламентарни избори. Негов кандидат за вицепрезидент е Галина Асенова Василева.
На президентските избори постига много висок резултат (имайки предвид краткото време от учредяването на партията му на 17 май 2011 г. в Бургас), като събира 84 205 гласа (2,5 %) и се нарежда на 5-о място сред претендентите, изпреварвайки редица професионални политици от партии и коалиции с традиции – СДС, РЗС, ВМРО-БНД, ЕНП, БЗНС и др.
След напускането на ТВ „СКАТ“ се включва в съвременната партия Народно социално движение.
Солаков е женен, има син. Умира при пандемията от коронавирус на 30 януари 2022 г.